# پاپولک
پاپولَک روستایی است در شهرستان بروجرد در استان لرستان. این روستا در دهستان شیروان در بخش مرکزی این شهرستان قرار دارد.

## جمعیت
بنابر سرشماری مرکز آمار ایران، جمعیت این روستا در سال ۱۳۸۵، برابر با ۳۳۹ نفر بوده‌است که از این میان ۱۶۸ نفر مرد و بقیه زن بوده‌اند. پاپولک ۷۹ خانوار جمعیت دارد.